# Agnes Kant
Agnes Catharina Kant (Hessisch Oldendorf, 20 januari 1967) is een Nederlands medisch wetenschapper en voormalig politica. Namens de Socialistische Partij (SP) maakte ze van 1998 tot 16 juni 2010 deel uit van de Tweede Kamer der Staten-Generaal. Van 20 juni 2008 tot 4 maart 2010 was ze fractievoorzitter van de SP in de Tweede Kamer en partijleider, als opvolger van Jan Marijnissen. Sinds 2013 is ze directeur van het bijwerkingencentrum Lareb. In mei 2024 werd ze voor een dag in de week bijzonder hoogleraar innovatie van farmacovigilantie bij het LUMC/Universiteit Leiden.

## Jeugd en wetenschappelijke carrière
Kant werd geboren in West-Duitsland als kind van Nederlandse ouders, die beiden directeur waren in het middelbaar onderwijs en les gaven aan de kinderen van in West-Duitsland gelegerde Nederlandstalige NAVO-militairen. Ze groeide op in Brummen en volgde het voortgezet onderwijs op het Stedelijk Lyceum Zutphen.
Van 1985 tot 1989 studeerde Kant gezondheidswetenschappen aan de Katholieke Universiteit Nijmegen. Ze was werkzaam als wetenschappelijk medewerker epidemiologie aan deze universiteit en promoveerde in 1997 in de medische wetenschappen op onderzoek naar baarmoederhalskanker.

## Politieke carrière
Kant was voorzitter van de SP-afdeling in Doesburg van 1 januari 1990 tot 1 januari 1994. In 1994 werd ze gekozen in de gemeenteraad van Doesburg. Ze werd namens de SP bij de Tweede Kamerverkiezingen 1998 gekozen in het parlement, nadat ze in de vier jaar daarvoor al werkzaam was als fractiemedewerker. Op 19 mei 1998, de dag van haar beëdiging, voerde Kant direct het woord in een debat over de verkiezing van een Kamervoorzitter. Kant was secretaris en vicevoorzitter van haar fractie en maakte naam als specialist op het gebied van gezondheidszorg. Ze stond in 2003 op de derde plaats van de "Top-100 van de medische macht". René Roelofs maakte in 2003 een unieke documentaire in de Tweede Kamer, waarin onder andere duidelijk wordt hoe Jan Marijnissen probeert Agnes Kant parlementair te coachen. Vanwege de vele schriftelijke en mondelinge vragen aan bewindslieden kreeg ze het stempel 'Kampioen Kamervragen'. Na de Tweede Kamerverkiezingen 2006 werd ze de tweede ondervoorzitter in het parlement en leidde ze enkele keren de debatten in de Tweede Kamer. Vanaf 2007 was Kant ondervoorzitter van de Kamercommissie voor jeugd en gezin.
Na het aftreden van Marijnissen als fractievoorzitter werd Kant op 20 juni 2008 als enige kandidaat voor de vacante functie door haar fractie gekozen en werd ze de politieke leider en het politieke gezicht van de SP.
In 2009 verloor de SP ongeveer tien procent van haar leden. Nadat de SP op 3 maart 2010 bij de gemeenteraadsverkiezingen verloor en een dag later de partijsecretaris, Hans van Heijningen, voor het eerst binnen de partij kritiek op haar uitoefende, maakte Kant op 4 maart bekend dat zij geen lijsttrekker zou zijn bij de Tweede Kamerverkiezingen op 9 juni 2010. Ze legde tevens haar functie als fractievoorzitter neer. In een verklaring op de website van de SP zei ze hierover dat - terecht of ten onrechte - de slechte verkiezingsuitslag en lage peiling gekoppeld worden aan haar optreden als boegbeeld van de SP. Emile Roemer volgde haar op 5 maart 2010 op als fractievoorzitter. Kant keerde na de verkiezingen van juni 2010 niet terug in de Tweede Kamer.

## Bestuurlijke carrière
Vanaf 1 januari 2011 is zij werkzaam bij het Nederlands Bijwerkingen Centrum Lareb, waar ze leiding gaf aan een nieuwe activiteit (de bewaking van de veiligheid van vaccins) en aan de Teratologie Informatie Service die per 1 januari 2011 door het RIVM aan Lareb is overgedragen. Vanaf 2013 is ze directeur van Lareb.
Tijdens de coronacrisis in Nederland kwam ze in 2020 en 2021 weer regelmatig in het nieuws.
Op 15 mei 2024 werd zij benoemd tot bijzonder hoogleraar innovatie van farmacovigilantie aan het LUMC/Universiteit Leiden.

## Persoonlijk
Kant trouwde in 1990 en heeft twee dochters.

## Publicaties
- 1997 - General practice-based call system for cervical cancer screening, attendance rate, participation of women with higher risk and quality assurance, proefschrift, samen met B.Th.H.M. Palm.[15]
- 2001 - Ongemakkelijke minnaars; pleidooi voor een scheiding van tafel en bed, samen met Ineke Palm en Ronald van Raak, over de relatie tussen medisch-wetenschappelijk onderzoek en de farmaceutische industrie.[16]
- 2003 - Meer zorg met minder bureaucratie: 10 voorstellen tegen het georganiseerde wantrouwen in de zorg, samen met Ineke Palm, 2003, 90 p., Wetenschappelijk Bureau SP - Rotterdam.

- Gemeinsame Normdatei: 173133762
- International Standard Name Identifier: 0000 0001 4086 8697
- Nederlandse Thesaurus van Auteursnamen: 127524118
- Parlement.com: vg09llk092zo
- Virtual International Authority File: 201309659
- WorldCat: E39PBJkhMFvtqyhhjyHCcXWJjC